# La Marche triomphale
Pour plus de détails, voir Fiche technique et Distribution.
La Marche triomphale (titre original : Marcia trionfale) est un film italo-germano-français réalisé par Marco Bellocchio en 1976.

## Synopsis
Le 2e classe Passeri humilié, bafoué et brimé par l'autorité militaire tente de se faire réformer.

## Fiche technique
- Réalisation : Marco Bellocchio
- Scénaristes : Marco Bellocchio, Sergio Bazzini, Florian Hopf et Christine de Loup
- Directeur de la photographie : Franco Di Giacomo
- Compositeurs : Nicola Piovani.
- Pays de production :  Allemagne de l'Ouest,  France,  Italie
- Durée : 122 minutes
- Date de sortie :
  - France : 26 janvier 1977
- Film interdit aux moins de 16 ans lors de sa sortie en France
- Affiches : Macario Gómez Quibus (Espagne), Jouineau Bourduge (France)

## Distribution
- Franco Nero : le capitaine Asciutto
- Patrick Dewaere : le lieutenant Baio
- Miou-Miou : Rosana Asciutto
- Michele Placido : Paolo Passeri

## Vidéothèque
Ce film existe en VHS (d'occasion) très difficilement trouvable. Il est inédit en DVD en France mais existe en version italienne (sans sous-titres).